# Aikawa (Kanagawa)
Aikawa (jap. 愛川町 Aikawa-machi, deutsch ‚Stadt Aikawa‘, englisch Aikawa Town/Town of Aikawa) ist eine Stadt (-machi) im Landkreis (-gun) Aikō der japanischen Präfektur (-ken) Kanagawa. Sie liegt im Landesinneren von Kanagawa am Ostrand des Tanzawa-Berglands kurz vor der Mündung im Tal des Flusses (-gawa) Nakatsu, einem rechten Zufluss des Sagami, der im Nordosten bereits die Gemeindegrenze bildet.
Bei der Einteilung der Präfekturen und Landkreise in die heutigen Gemeindeformen 1889 entstand das/die Dorf[-gemeinde] Aikawa (愛川村 Aikawa-mura) aus den vormodernen Dörfern Hanbara und Tashiro. 1940 wurde Aikawa zur Stadt. 1955 fusionierte sie mit dem östlich flussabwärts benachbarten Dorf Takamine zu einer neuen Stadt Aikawa, 1956 wurde das noch weiter östlich/flussabwärts gelegene Dorf Nakatsu eingemeindet, womit Aikawa im Wesentlichen seine heutige Ausdehnung erreichte. Seit der Heisei-Gebietsreform des frühen 21. Jahrhunderts wird Aikawa im Norden von der Stadt Sagamihara umschlossen, im Westen grenzt es am Miyagase-See, der den Nakatsu aufstaut, an Kiyokawa, im Süden und Osten an Atsugi.
Durch den westlichen Ortsteil Hanbara führt die Nationalstraße 412 zwischen Atsugi und dem Westteil von Sagamihara. Im Osten führt der noch unvollständige vierte Schnellstraßenring Tokios, die Ken’ō-dō (圏央道, kurz für die 首都圏中央連絡自動車道 shutoken chūō renraku jidōsha-dō, wörtlich „zentrale Verbindungsautostraße [für das] Hauptstadtgebiet“; in diesem Bereich Nationalstraße 468) parallel zum Sagami durch das Stadtgebiet, die Anschlussstelle Sagamihara-Aikawa liegt kurz hinter der Stadtgrenze auf dem Gebiet von Atsugi und Sagamihara. Die wichtigsten Hauptstraßen im Ortskern und zwischen den Ortsteilen sind Präfekturstraßen.
Im Südosten von Aikawa befindet sich die Zweigstelle Sagami des MLIT-Verkehrsbüros Kanagawa, die für die Auotozulassung und Ausgabe des Kennzeichens Sagami im Nordwesten von Kanagawa zuständig ist.